# Dłużynka leszczynówka
Dłużynka leszczynówka, dłużynka leszczynowa (Oberea linearis) – gatunek chrząszcza z rodziny kózkowatych (Cerambycidae) i podrodziny zgrzypikowych (Lamiinae).

## Opis
Imago mierzy 11-15 mm długości. Ciało smukłe i podłużne, w pełni czarne, z wyjątkiem żółtych odnóży. Przedplecze, jak i pokrywy wyraźnie punktowane.

## Biologia
Postacie dorosłe obserwowane są od maja do końca sierpnia, z apogeum pojawu w lipcu. Zamieszkują parki, ogrody czy lasy porośnięte leszczyną pospolitą (Corylus avellana), będącą główną rośliną żywicielską chrząszczy. Niekiedy, za źródło pokarmu obierane są także inne gatunki drzew liściastych, np. grab zwyczajny (Carpinus betulus), orzech włoski (Juglans regia), olsze (Alnus) czy wiązy (Ulmus). Imagines większość czasu spędzają pod spodem liści, uaktywniając się dopiero po południu. Samica składa jedno jajo w prostokątnym wcięciu wyżłobionym żuwaczkami na zeszłorocznym pędzie drzewa żywicielskiego. Po wykluciu larwa drąży korytarz pod korą, następnie wgłębia się w drewno w górnej części wygryzionego chodnika. Eksploatowana przez larwę gałąź wkrótce umiera. Później larwa drąży dalej wewnątrz rdzenia pędu, pozbywając się zanieczyszczeń w postaci trocin i odchodów przez otwory wentylacyjne. Do przepoczwarzenia dochodzi po drugim przezimowaniu, w maju bądź czerwcu. Imagines pojawiają się trzy tygodnie później i żywią się młodymi liśćmi rośliny żywicielskiej.

## Występowanie
Zasięg występowania w Europie rozpościera się od północy Półwyspu Iberyjskiego, docierając najdalej na północ do Danii i południowej Skandynawii, a na wschód do Kaukazu. Rzadszy na północy i południu kontynentu.
W Polsce obserwowana rzadko. Prawdopodobnie występuje na całym obszarze kraju, prócz wyższych partii górskich. 